# Словенские железные дороги
Словенские железные дороги (Slovenske železnice) (SŽ) — государственная железная дорога Словении, созданная в 1991 году с управлением в Любляне, после разделения бывших Югославских железных дорог, после распада Югославии.

## История

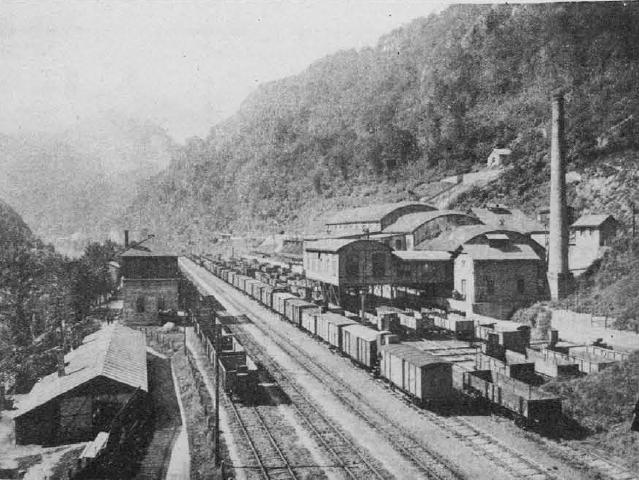
Грузовые поезда в Трбовле в 1926

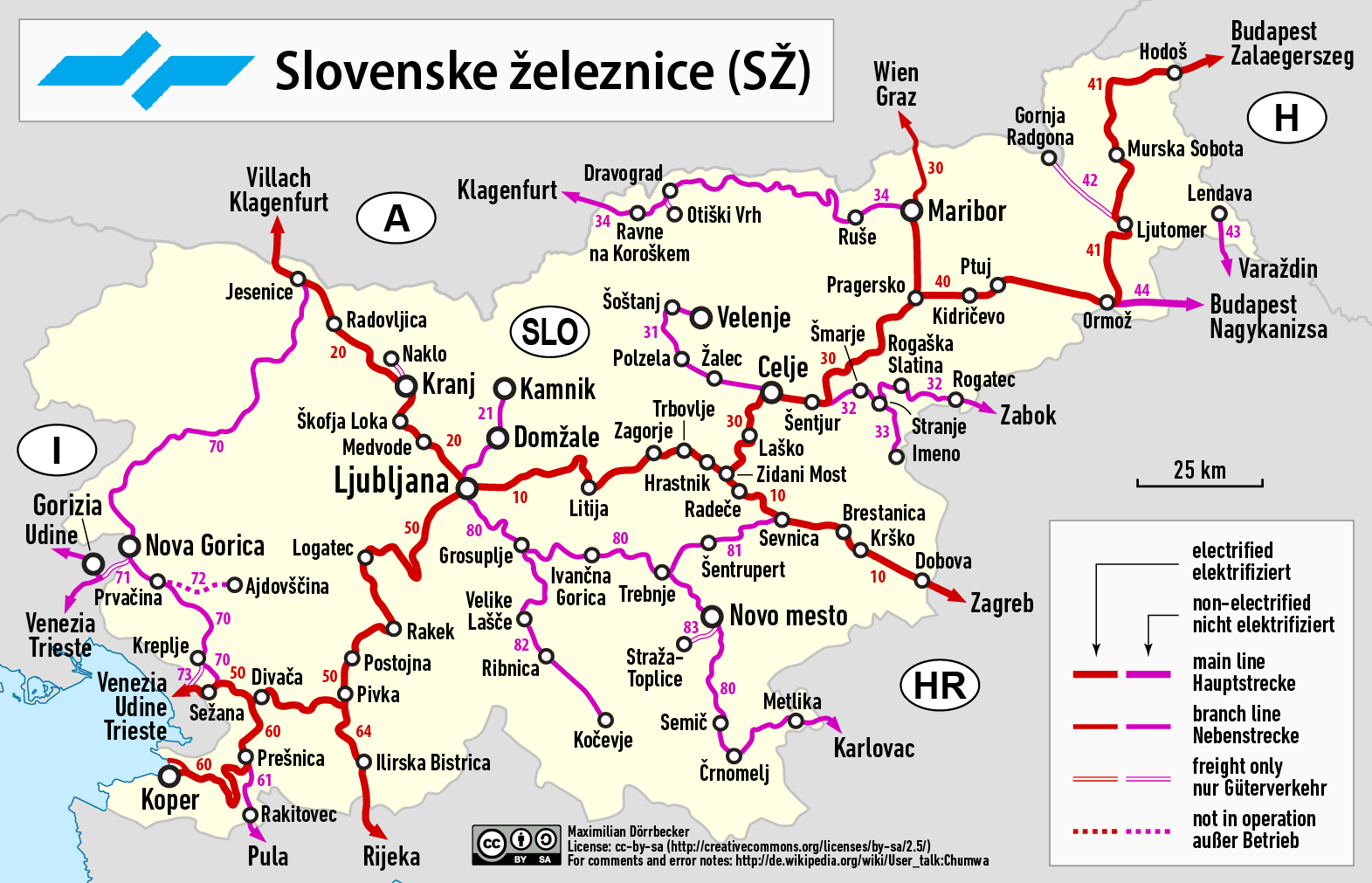

Первая железная дорога по территории Словении прошла в 1840 году, когда Австрийская империя построила железную дорогу, связывающую Вену и основной торговый порт Австрийской империи в Триесте. В результате Марибор был связан с Грацем в 1844 году. Позже железная дорога была продлена через Прагерско и Целе в Любляну в 1849 году.
В 1860 году железная дорога из Прагерско была соединена с Орможе, а также с Чаковецом в Хорватии, таким образом, соединив австрийскую и венгерскую часть империи.
В 1862 году была построена однопутная (вторые пути построены в 1944 г.) железная дорога вдоль реки Сава, соединившая Зидани с Загребом.
В 1863 году была построена Каринтийская железная дорога вдоль реки Драва, связавшая Дравоград, Марибор, Клагенфурт и Виллах.
В 1870 году была построена железная дорога вдоль верхнего берега реки Сава, связавшая между собой Крань, Любляну, Есенице и Тарвизио в Италии.

## Инфраструктура

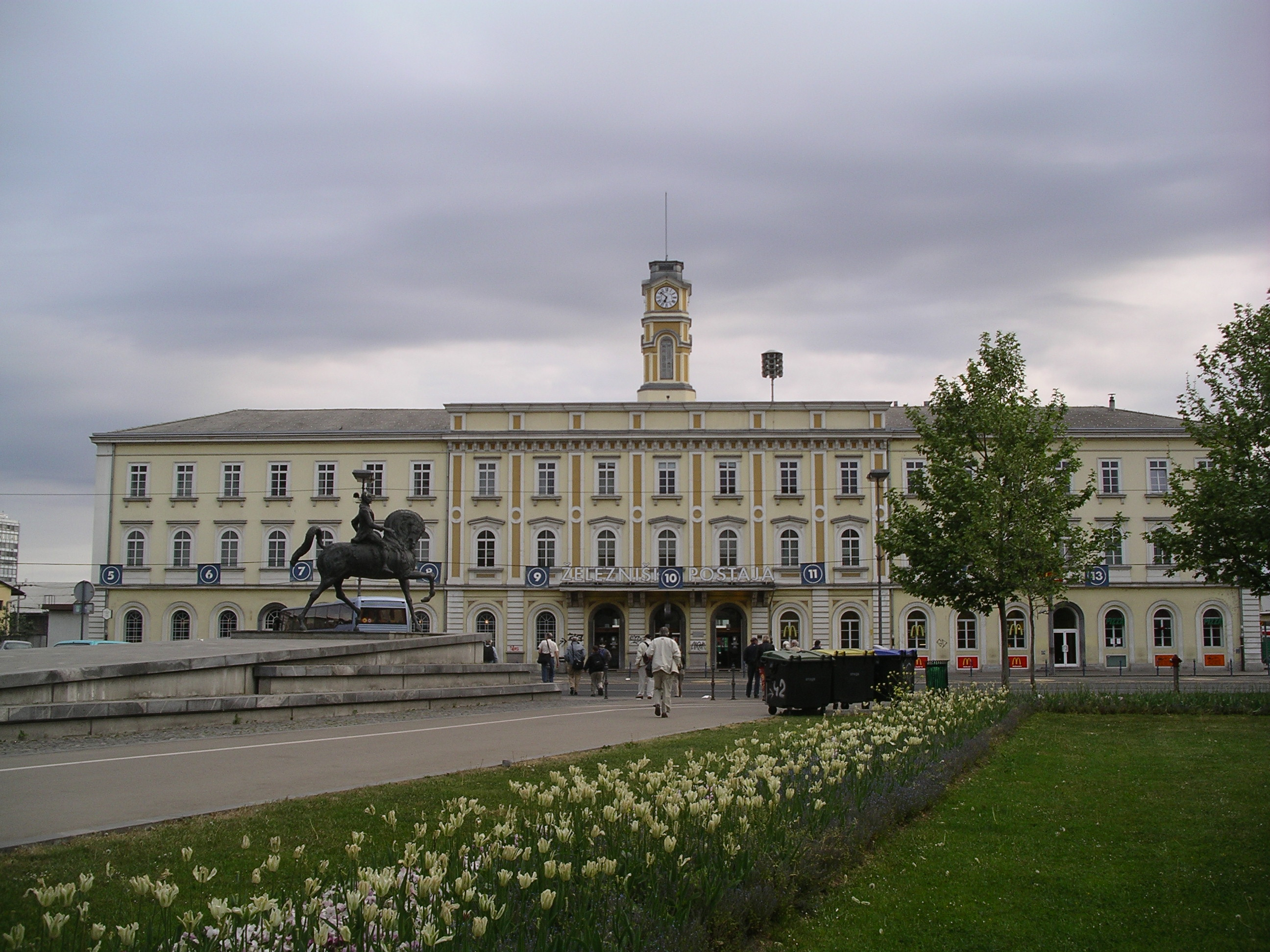
Железнодорожный вокзал в столице Любляне

Железные дороги Словении имеют протяженность 1229 км, стандартной колеи (1435 мм), 331 км линий двухпутные.
Электрифицировано около 503 км железных дорог, напряжение 3 кВ постоянного тока.
Имеется развитое грузовое и регулярное пассажирское движение по стране, в Италию (Триест), в Австрию (Филлах), в Хорватию (Загреб) и др.

## Панъевропейские коридоры
В Любляне пересекаются панъевропейские коридоры V и X. Эти транспортные коридоры связывают крупные экономические области Европы: коридор V соединяет Венецию-Триест/Копер/Любляна-Марибор-Будапешт-Киев, а коридор X соединяет Зальцбург-Любляну-Загреб-Белград-Салоники.

## Галерея

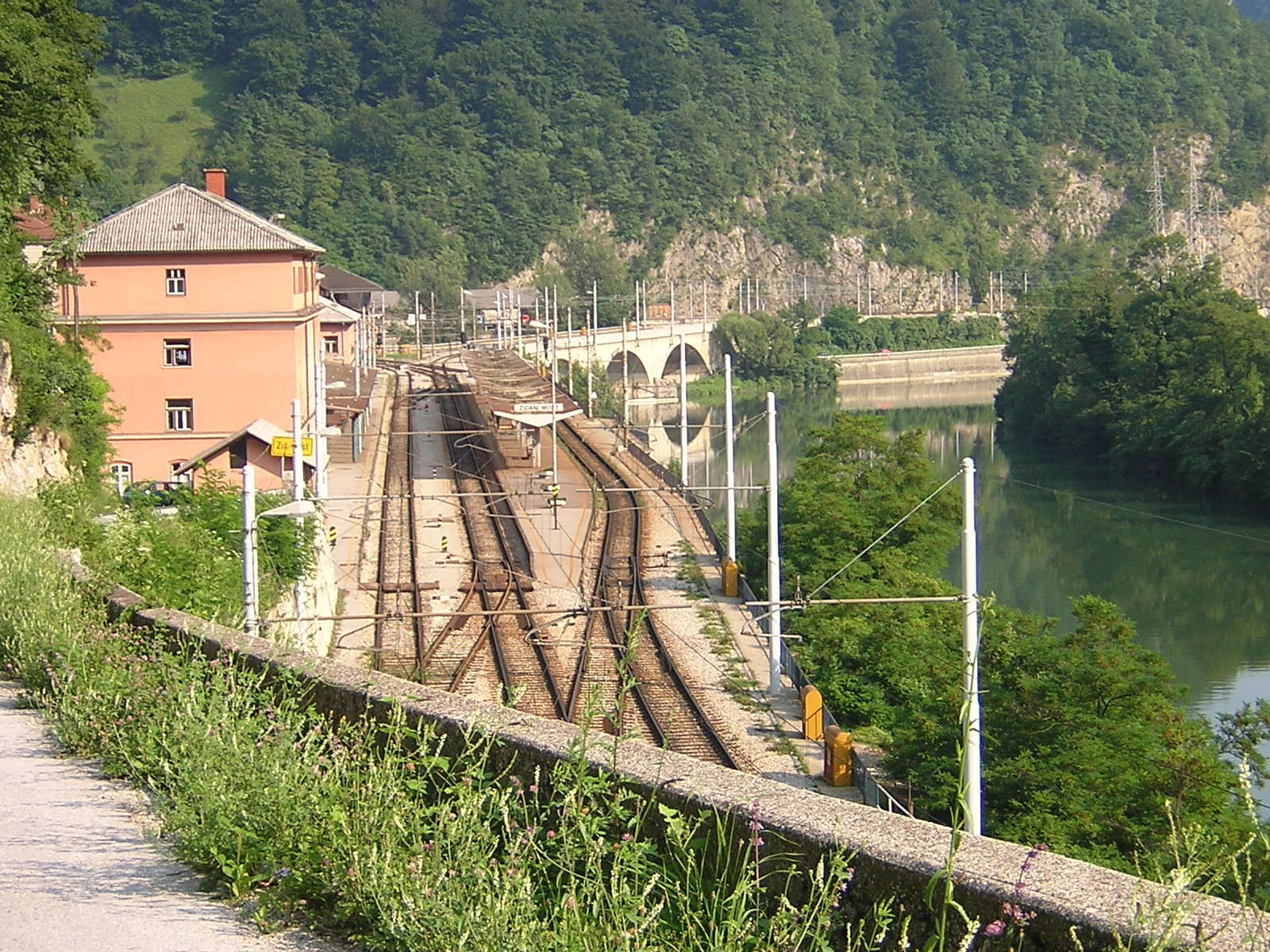
Железнодорожные станция и мост в Зидани Мост
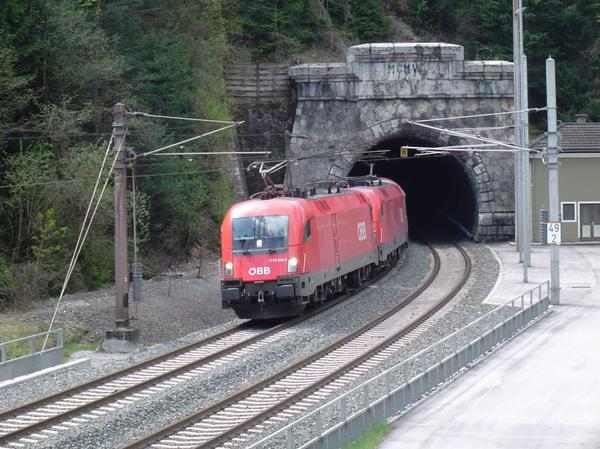
Железнодорожный туннель Караванкен
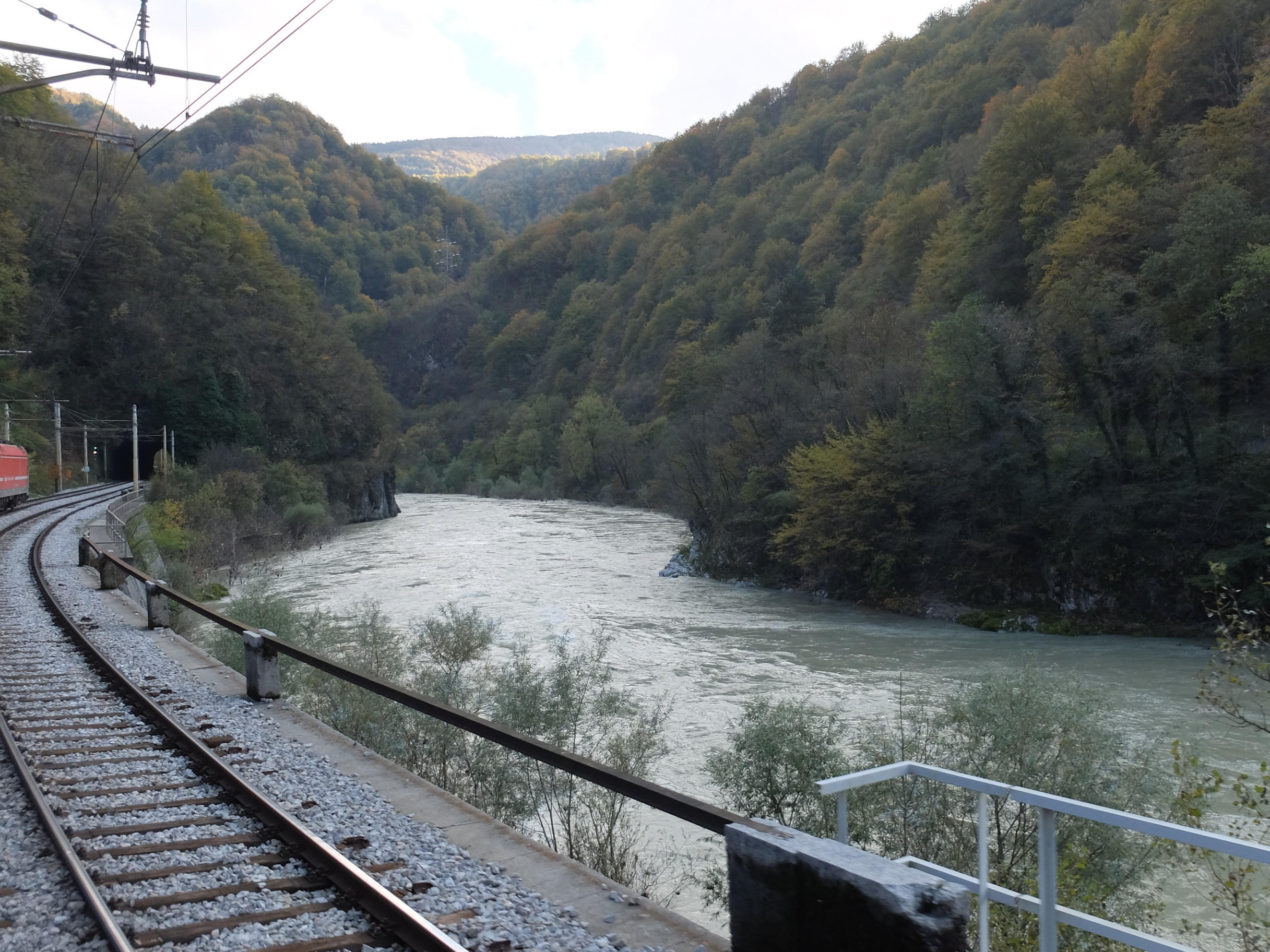
Железнодорожный линия Любляна-Добова вдоль реки Сава
Железнодорожные линия и станция вдоль реки Сава в Трбовле
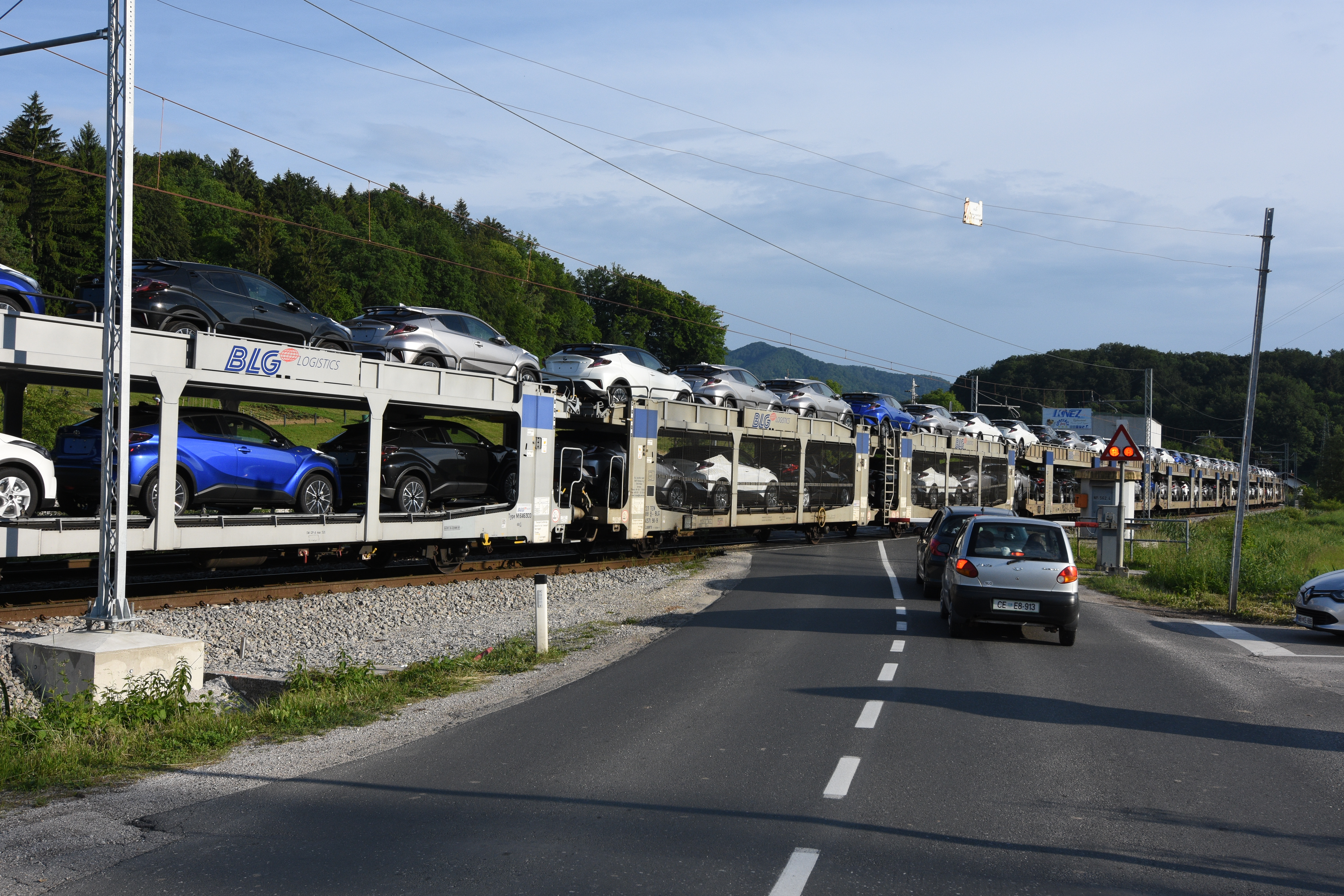
Грузовой поезд с автомобилями у Сподни Брежницы
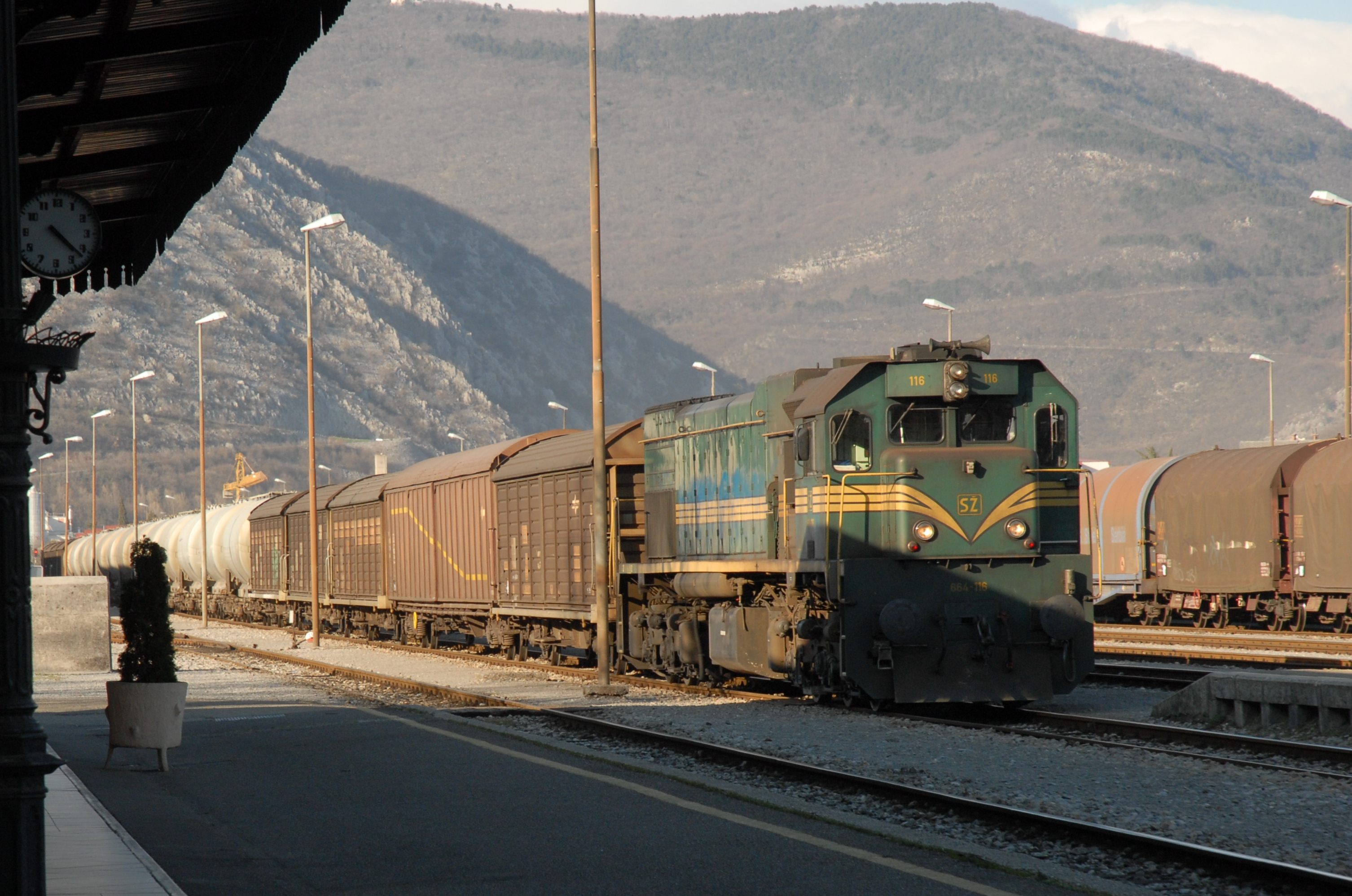
Товарный грузовой поезд с тепловозом SŽ 664-116
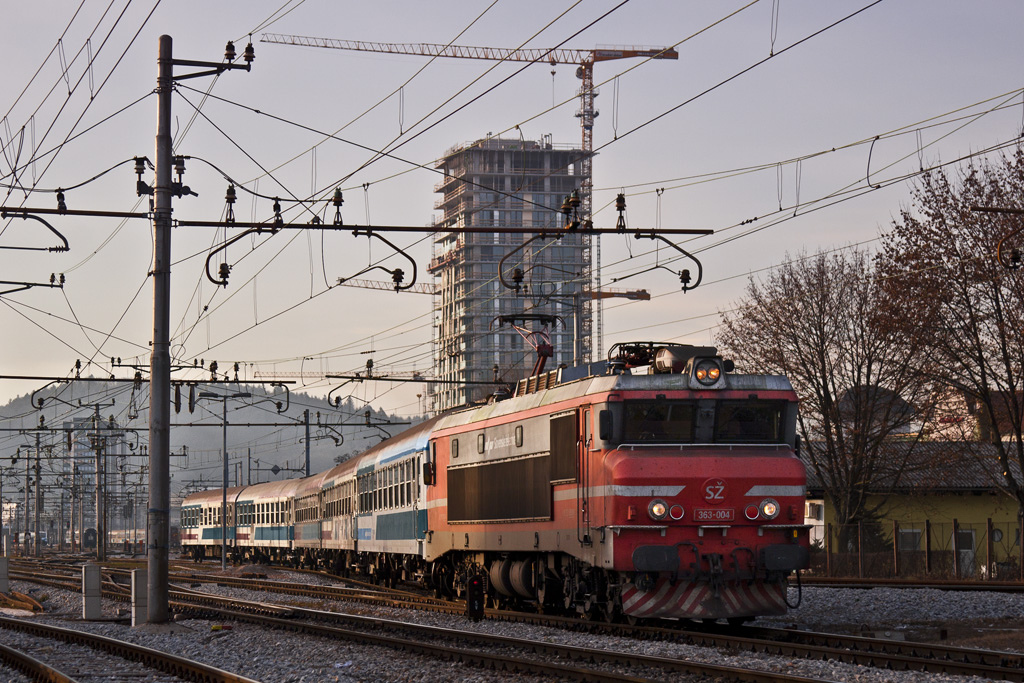
Пассажирский поезд с электровозом SŽ 363
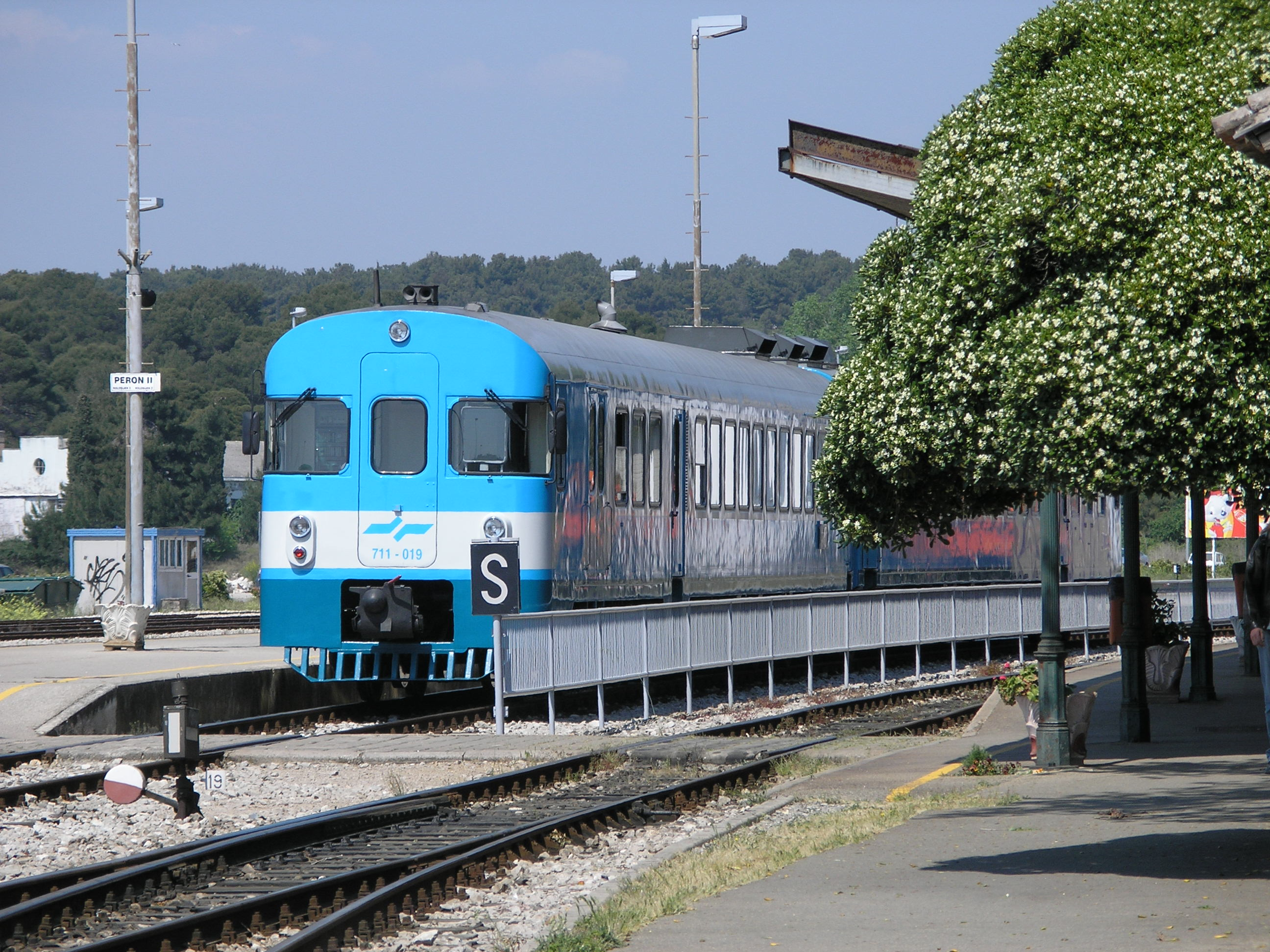
Исторический дизель-поезд серии 711
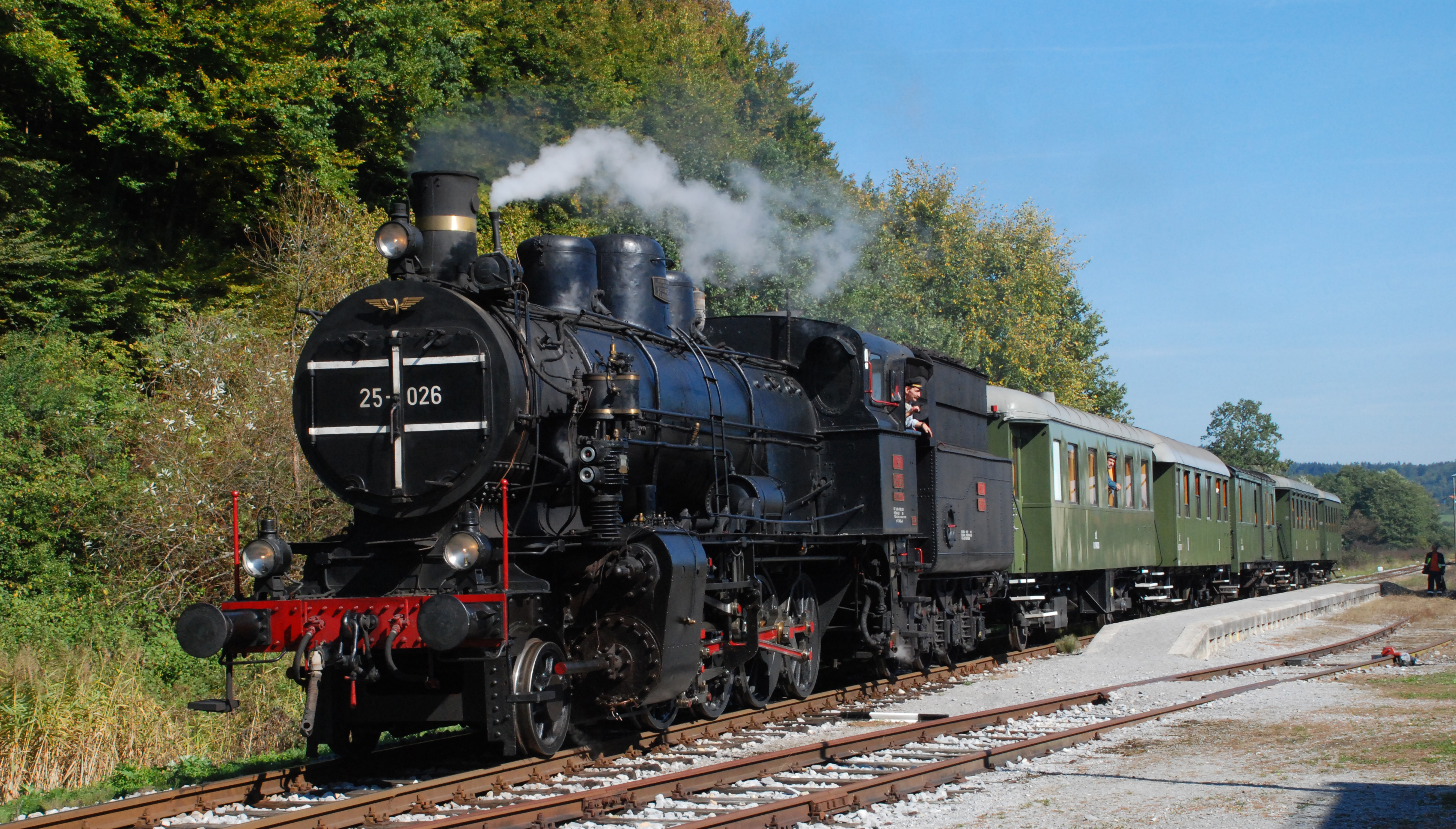
Туристический ретро-поезд с паровозом SŽ 25-026